# كاثرين روتليدج
كاثرين ماريا روتليدج، الآنسة بيز (بالإنجليزية: Katherine Routledge)‏ (11 أغسطس 1866 - 13 ديسمبر 1935): هي عالمة آثار وأنثروبولوجيا إنجليزية، بدأت عام 1914 ونفذت الكثير من أول دراسة استقصائية حقيقية لجزيرة القيامة.
الطفلة الثانية لكايت وجورني بيز، ولدت في عائلة كويكر ثرية في دارلينجتون، مقاطعة دورهام، شمال إنجلترا. تخرجت من قاعة سامرفيل (الآن كلية سامرفيل، أكسفورد)، بمرتبة شرف في التاريخ الحديث في عام 1895، ودرّست لبعض الوقت دورات من خلال قسم الإرشاد وفي كلية دارلينجتون للتدريب. بعد حرب البوير الثانية، سافرت إلى جنوب أفريقيا مع لجنة للتحقيق في إعادة توطين النساء العاملات العازبات من إنجلترا إلى جنوب أفريقيا. في عام 1906 تزوجت من وليام سكورسبي روتليدج. ذهب الزوجان للعيش بين شعب كيكويو في ما كان يعرف آنذاك بشرق أفريقيا البريطانية، وفي عام 1910 نشرا كتابًا مشتركًا لأبحاثهما بعنوان مع شعب ما قبل التاريخ.

## الصحة
عانت روتليدج منذ الطفولة المبكرة ما يعتقد اليوم بأنه مراحل تطور مرض الفصام البارانويدي. ومع ذلك، كانت قادرة على إجراء بحث أنثروبولوجي (غالبًا في ظل ظروف شاقة تنطوي على العيش في أماكن مغلقة مع آخرين لسنوات) دون أي علامة على الحالة. عانى شقيقها، هارولد بيز، أيضًا من مرض عقلي، على الرغم من عدم وضوح ما إذا كان يعاني أيضًا من مرض انفصام الشخصية. انخرطت روتليدج في الروحانية خلال سنوات أكسفورد ومارست الكتابة الآلية.
بعد عام 1925، تفاقم فصامها وظهر على شكل وهام. طَردت زوجها سكورسبي من قصر هايد بارك في لندن، وحبست نفسها بالداخل. أخفت الكثير أيضًا من ملاحظاتها الميدانية. في عام 1929 احتجزها سكورسبي وعائلتها في مصحة عقلية.
توفيت في المصحة عام 1935. أعطى زوجها الملاحظات الميدانية التي وجدها للجمعية الجغرافية الملكية. عثر أحد أوصيائه على صور لبعثة جزيرة القيامة بعد عشر سنوات من وفاته. عُثر على خرائط البعثة في منزل سكورسبي في قبرص عام 1961. نُشِرت أوراق وصور عائلية، لم تكن منشورة سابقًا، بما في ذلك تفاصيل عن مرضها، في سيرة ذاتية لها. استمرت ملاحظاتها الميدانية والبحوث الإثنوجرافية تُستخدم في علم الآثار في جزيرة القيامة.